# Perry Christie
Perry Gladstone Christie (Nassau, 21 agosto 1943) è un politico bahamense.
È stato Primo ministro delle Bahamas per due mandati: dal maggio 2002 al maggio 2007, e dal maggio 2012 al maggio 2017. Dal 4 maggio al 6 giugno 2005 è stato temporaneamente sostituito dalla vice primo ministro Cynthia Pratt a causa di un leggero ictus da cui si è poi ristabilito.
È rappresentante del Partito Liberale Progressista.